# TER Picardie
TER Picardie war ein Verkehrsunternehmen, das für die französische Region Picardie die Logistik des Öffentlichen Personennahverkehrs (ÖPNV) zur Verfügung stellte. Das Unternehmen wurde zur Hälfte von der französischen Staatsbahn SNCF und von der Region getragen. TER Picardie war vor der Regionsreform einer von 22 TER-Zusammenschlüssen in Frankreich. Im Zuge der Neuordnung der französischen Regionen ging der TER Picardie 2017 im neu gegründeten TER Hauts-de-France auf.

## Netz
Das System wurde im Jahre 2002 eingeführt und brachte nach den ersten vier Jahren eine Zunahme des Personenverkehrs um 14,4 Prozent. Diese Akzeptanzverbesserung fußte nach eigenen Angaben vor allem auf den Investitionen in neues Wagenmaterial und Verbesserungen an den Bahnhöfen. Es gab, so heißt es weiter, keine andere Region Frankreichs, in der pro Einwohner so viel in die Verkehrsinfrastruktur ausgegeben wurde: 118 Euro pro Einwohner pro Jahr.
Das Verkehrsgebiet umfasste die drei Départements Aisne (02), Oise (60) und Somme (80). Wichtige Zentren waren die beiden Städte Amiens mit 136.000 und Saint-Quentin mit 59.000 Einwohnern.
Im Jahre 2006 transportierte der TER Picardie durchschnittlich täglich 35.600 Fahrgäste mit jährlich 8,1 Millionen Zug-Kilometern. Täglich verkehrten durchschnittlich 483 Einzelzüge und Busverbindungen, die 65 TER-Bahnhöfe miteinander verbanden. Auf einer Fläche von 19.400 km² war somit durchschnittlich auf 300 km² ein TER-Bahnhof. Der Jahresumsatz betrug 147 Millionen Euro. Dies war die fünft-beste Platzierung der 22 TER-Regionalgesellschaften in Frankreich.
Von den täglichen Zugverbindungen entfielen allein 64 Prozent auf Fahrten nach Paris oder die Île de France, 11 Prozent in die anderen umliegenden Regionen und 25 Prozent Fahrten innerhalb der Region Picardie.
Durch die zentrale, sehr enge Lage zum „Herzen Frankreichs“, der Île de France, bestanden ungewöhnlich viele Verbindungen zu anderen Regionen Frankreichs (im Uhrzeigersinn an der Küste beginnend, Orte außerhalb der Picardie kursiv):
- TER Nord-Pas-de-Calais
  - Linie 24, Amiens – Le Touquet – Boulogne
  - Linie 1, Amiens – Arras – Lille
  - Linie 22, Reims – Cambrai – Lille
- TER Champagne-Ardenne und TER Nord-Pas-de-Calais
  - Linie 17, Lille – Hirson – Charleville-Mézières
- TER Champagne-Ardenne
  - Linie 8, Laon – Liart
  - Linien 3 und 4, Saint-Quentin – Laon – Reims
- TER Île-de-France und TER Champagne-Ardenne
  - Linie 9, Reims – La Ferte-Milon – Paris Est
  - Linie 10, Reims – Chateau Thierry – Paris Est
- TER Île-de-France
  - Linie 6, Laon – Paris Est
  - Linie 7, Crery-en-Valon – Paris Est
  - Linie 4, Amiens – Compiègne – Paris Nord
  - Linie 12, Amiens – Creil – Paris Nord
  - Linie 23, Creil – Paris Nord
  - Linie 19, Beauvais – Paris Nord
- TER Haute-Normandie und TER Île-de-France
  - Linie 17, Serqueux – Gisors – Paris-St. Lazard
- TER Haute-Normandie
  - Linie 2, Rouen – Serqueux – Abancourt – Arras
  - Linie 21, Beauvais – Abancourt – Le Treport
  - Linie 25, Abbeville – Le Treport

Insgesamt besaß die Region Picardie
- 19 TER-Linien
- 3 Transilien
- 7 Überlandbus-Verbindungen